# Euctenidiacea
Le Euctenidiacea sono un sottordine tassonomico di lumache di mare, molluschi gasteropodi dell'ordine dei Nudibranchia. Bouchet & Rocroi nel 2005 rifiutarono il nome Anthobranchia sulla base del fatto che al tempo della pubblicazione originale vi era incluso anche il genere Onchidium.
Uno studio filogenetico pubblicato nel 2000 da Wägele & Willan ha mostrato che il sottoclade dei Gnathodoridacea (= Bathydoridoidea) e il sottoclade Doridacea (= Phanerobranchia + Cryptobranchia + Porostomata) derivano entrambe dal medesimo gruppo monofiletico.
Uno studio successivo, pubblicato nel 2002 A. Valdés ha concluso che le superfamglie Doridoidea e Phyllidioidea (da lui originariamente chiamate Cryptobranchia e Porostomata) formavano un clade. Egli espanse l'utilizzo dei Cryptobranchia per comprendere l'intero sottoclade Doridacea. Questo spostamento non fu seguito nella tassonomia di Bouchet e Rocroi.

## Tassonomia

### Clade Gnathodoridacea
- Superfamiglia Bathydoridoidea
  - Famiglia Bathydorididae

### Clade Doridacea
- Superfamglia Doridoidea
  - Famiglia Dorididae
  - Famiglia Actinocyclidae
  - Famiglia Chromodorididae
  - Famiglia Discodorididae
- Superfamiglia Phyllidioidea
  - Famiglia Phyllidiidae
  - Famiglia Dendrodorididae
  - Famiglia Mandeliidae
- Superfamiglia Onchidoridoidea (= Phanerobranchiata Suctoria)
  - Famiglia Akiodorididae
  - Famiglia Onchidorididae
  - Famiglia Corambidae
  - Famiglia Goniodorididae
- Superfamiglia Polyceroidea (= Phanerobranchiata Non Suctoria)
  - Famiglia Polyceridae
  - Famiglia Aegiridae[5]
  - Famiglia Gymnodorididae
  - Famiglia Hexabranchidae
  - Famiglia Okadaiidae